# Eduard Keller (Violinist)
Eduard Keller (* 9. März 1815 in Schwäbisch Gmünd; † 13. Oktober 1904 in Stuttgart) war ein deutscher Violinist, Musikpädagoge und Musikprofessor in Stuttgart.

## Leben
Kellers Lehrer war der Violinist Bernhard Molique. Keller war Violinist in der Stuttgarter Hofkapelle und gründete im März 1846 mit drei anderen Musikern ein Streichquartett, den „Quartettverein“, das als erstes ständiges Streichquartett überhaupt in Stuttgart öffentlich auftrat. 13 Jahre lang fanden regelmäßige Quartettsoireen statt, bis Keller aufgrund seiner fortschreitenden Erblindung das Spielen im Streichquartett aufgeben musste. 
Keller unterrichtete seit der Gründung 1857 an der zunächst so genannten „Stuttgarter Musikschule“, die seit 1865 „Konservatorium für Musik“ hieß. 1897 konnte er sein 40. Dienstjubiläum an der Musikhochschule feiern.

## Ehrungen
- 1897: Ritter 1. Klasse des Friedrichsordens
- Große goldene Medaille der Kunst und Wissenschaft